# Nyctimene robinsoni
Espèce
Répartition géographique
Statut de conservation UICN

 LC  : Préoccupation mineure
Le Nyctimène du Queensland (Nyctimene robinsoni) est une espèce de chauve-souris frugivore vivant dans les régions côtières du nord-est de l'Australie. C'est une des rares espèces de Pteropodidae qui vivent de façon solitaire.